# Aleksander Douglas de Faria
Aleksander Douglas de Faria (Curitiba, 20 febbraio 1991) è un ex calciatore brasiliano, di ruolo portiere.

## Carriera

### Club
Ha esordito nel 2010 con l'Avaí.

### Nazionale
Nel 2011 viene convocato dalla nazionale Under-20 brasiliana per prendere parte al campionato mondiale di categoria.

## Palmarès

### Club
- Campionato Catarinense: 1

Avaí: 2010

### Nazionale
- Campionato sudamericano Under-20: 1

Perù 2011
- Campionato mondiale Under-20: 1

Colombia 2011